# COVID-19-Pandemie auf Amerikanisch-Samoa
Die COVID-19-Pandemie auf Amerikanisch-Samoa ist Teil der COVID-19-Pandemie, die im Dezember 2019 in China ihren Ausgang nahm und die neuartige Atemwegserkrankung COVID-19. Erste Maßnahmen gegen die Krankheit ergriff die Regierung von Amerikanisch-Samoa, als sie ankommenden Hawaiianern die Einreise auf einem Flugzeug verweigerte. Sie wurden mit der Maßgabe abgewiesen, dass sie sich vor ihrer Einreise in eine 14-tägige Selbstquarantäne auf Hawaii zu begeben haben. Sie können nur dann wieder einreisen, wenn sie eine Unbedenklichkeitsbescheinigung der Gesundheitsbehörden Hawaiis vorlegen. Derzeit (Stand: 31. Mai 2020) müssen alle Einreisenden, außer denjenigen, die einen US-Pass besitzen, vorher in eine 14-tägige Quarantäne auf Hawaii. Über Amerikanisch-Samoa verhängte die lokale Regierung einen Notstand.

## Lage

Lage von Amerikanisch-Samoa

Amerikanisch-Samoa ist eins von fünf US-amerikanischen Überseegebieten mit etwa 55.000 Einwohnern. Amerikanisch-Samoa liegt im südlichen Pazifik als Teil der Samoainseln und schließt sich südöstlich an den unabhängigen Staat Samoa an. Um Tests auf das Virus COVID-19 auszuwerten, müssen diese von dem abgelegenen Gebiet entweder in 3.700 Kilometer entfernte Labore von Hawaii oder zu den 10.500 Kilometer entfernten Centers for Disease Control and Prevention in Atlanta mit kommerziellen Flügen in die USA gebracht werden. Die Testergebnisse wären deshalb häufig noch nach sechs Tagen nicht verfügbar. Dies wäre fatal, wenn eine Pandemie ausbrechen würde, kritisieren die lokalen Gesundheitsbehörden. Zudem könnte sich die Unterbringung in dem einzigen Krankenhaus auf Amerikanisch-Samoa, dem Lyndon Baines Johnson Tropical Medical Center, bei einer Pandemie als schwierig herausstellen, denn es gebe derzeit lediglich Platz für zehn Coronavirus-Patienten in einer abgesonderten Quarantäneabteilung. Bei mehr Erkrankungen stünden lediglich Zelte für die Unterbringung zur Verfügung. Die weiteren vier Kliniken sind lediglich mit einer medizinischen Grundausstattung ausgerüstet.

## Maßnahmen
Am 11. März 2020 verschärfte die Regierung von Amerikanisch-Samoa ihre Einreisepolitik und verfügte für alle ankommenden Personen eine Quarantäne. Am 14. März 2020 musste die Hälfte der 210 Passagiere, die mit einem Rückflug von Hawaiian Airlines ankamen in die Selbstquarantäne. Nach einer Reise in die USA musste Gouverneur Lolo Moliga am 16. März 2020 wegen Verdacht auf eine SARS-CoV-2-Infektion in die Selbstisolation, die kurz danach aufgehoben wurde.
Als der Gouverneur von Amerikanisch-Samoa am 13. April 2020 eine Liste mit Wünschen nach Hilfe an die amerikanische Regierung sandte, hatte Amerikanisch-Samoa bis zu diesem Zeitpunkt keinen einzigen Fall einer COVID-Erkrankung zu verzeichnen. Daraufhin erklärte US-Präsident Donald Trump am 19. April vor der Presse, dass er helfen werde, das „major disaster“ (deutsch: „Hauptversagen“) von Amerikanisch-Samoa zu beseitigen, obwohl es bis zu diesem Tag keinen einzigen Fall einer SARS-CoV-2-Infektion gegeben hatte.
Am 8. Mai 2020 wurde die Bekämpfung der COVID-19-Pandemie Amerika-Samoas als eine erfolgreiche Strategie im Vergleich zu anderen US-Inseln bezeichnet. Man habe sehr schnell Einreisestopps verfügt, unverzüglich Tests veranlasst und Abstandsregeln durchgesetzt. In anderen Veröffentlichungen wurde Amerikanisch-Samoa auch als Beispiel gebend für eine erfolgreiche COVID-19-Bekämpfung für die gesamte USA bezeichnet. Als Folge der Maßnahmen und der Einstellung des Flugverkehrs, können über 500 Bürger von Amerikanisch-Samoa, die sich vor allem auf den Hawaii-Inseln und dem Festland der USA aufhalten – einige wenige auch in Deutschland – nicht zurückfliegen und Besucher seit Ende März die Inseln nicht mehr verlassen (Stand 9. Oktober 2020).